# ジリアン夫人
『ジリアン夫人』(原題：Naked Came the Stranger 見知らぬ人は裸でやってくる)は現代アメリカ文学を風刺したジョークとして書かれた1969年のポルノ小説。作者として「ペネロープ・アッシュ」の名が冠されているが、実際にはニュースデイ紙のコラムニスト、マイク・マグレディを筆頭にしたジャーナリスト集団による合作である。マグレディの意図は、あえてセックスと裸がむやみにでてくる下手な小説を書くことで、同時代のアメリカで人気を得ている文学がいかに頭を使うことの無い低俗な文化に堕しているかを示すことにあった。この本は1969年のニューヨーク・タイムズのベストセラーリストに13週も掲載され、作者の期待した通りの結果をもたらした。
日本語にも訳されており、読売新聞に掲載された書評によれば「金瓶梅を思わせる」作品で、「全編に満ちる博学と皮肉と官能の交錯はただものではない」。

## あらすじ
ジリアンとウィリアムのブレイク夫妻は、ニューヨークで人気のラジオ・ショー「ビリー・アンド・ジリー・ショー」の司会をつとめ、番組内では完璧なカップルとしてふるまっていた。しかし夫が浮気をしていることに気づいたジリアンは、自分もロングアイランドの隣人たちと浮気し、夫に復讐することを決意する。本書はほぼ全編にわたって、進歩的なラビからヤクザな歌手まで様々な男たちとアヴァンチュールを試みるジリアン夫人の寸描にページが割かれ、その内容を数え上げるならば「中絶が1回、離婚が5回、別離が3回、ノイローゼが1回、自殺が2回、殺人が1回」描かれている。また章ごとに作者が変わり、筋や設定には矛盾と混乱が多い。

## 出版
何冊かの児童書を出版し、『ヴェトナムの鳩』のような戦争に関する著作で賞をとったこともある新聞記者のマイク・マグレディは、ジャクリーヌ・スーザンの『人形の谷』を読んだことをきっかけに、当時のアメリカの大衆文学が文化としてあまりにもさもしい―ベストセラーリストの上位をハロルド・ロビンズやスーザンのような作家たちが占めていた―と感じるようになった。つまりお粗末な出来で文学的には無価値な作品であっても、大量のセックスを投入しておけば商業的には成功するのだろうと考えたのである。この理論を確かめるため、マグレディは1966年にニュースデイ紙の同僚を誘い、25人の共著で文学的・社会的な価値の全くない露骨な性愛小説を出すことにした（そのなかには後にピューリッツァー賞をとったことのある人間が2人、女性が4人含まれていた）。「本当にうまく書けてしまったなら、すぐに青鉛筆で校正して記憶から消す」とマグレディは仲間に語っていたが、実際にいくつかの章は出来が良すぎたために大幅な編集が施され、分量も圧縮された。
完成した小説は型破りなタイトルを本につけることで有名だった独立系の出版者ライル・スチュワートに手渡されたが、彼もはじめ「ペネロープ・アッシュ」が本当の作者ではないと知らなかった。表紙には裸の女性が背中を向けて座っている写真が使われた。タイトルに「見知らぬ人」("the Stranger")「裸」("Naked)という言葉を入れ、ポルノ小説だが作者は女性だという設定のアイデアは、それを押さえれば売れると予想したマグレディが考え出したものだった。さらにマグレディは義理の妹に「慎み深いロングアイランドの主婦」と名乗らせ作者のプロフィールに利用しただけでなく、テレビやラジオ番組などで宣伝させた。

## 受容
マグレディたちははじめ考えていた以上にポルノ小説を書くことに苦労したものの、本書は彼らのシニカルな目論見を裏切ることなく、1969年の夏に出版されるやすぐに2万部が売れ切れた。この年のうちに作者であると名乗り出たマグレディたちは国内外のメディアから取材を受け、文学的なジョークであるということが暴露された小説はさらに売れて1969年10月13日までにおよそ9万部の売り上げを達成した。ペーパーバック版もミリオンセラーとなり、2004年には出版社を変えて再版されている。
マグレディとその仲間たちには続編の執筆依頼が舞い込んだが、彼らはそれを断っている。1970年にマグレディは『裸よりも奇妙な―あるいは趣味と実益をかねたエロ本をいかに書くか』(Stranger Than Naked, or How to Write Dirty Books for Fun and Profit)を出版し、このジョークに関する裏事情を語った。1975年にはラドリー・メツガー監督の成年向け映画『淫婦ジリアン』の原作にもなっている。